# 윌리엄 샤트너
윌리엄 샤트너(영어: William Shatner 윌리엄 섀트너[*], 영어 발음: /ˈʃætnər/, 1931년 3월 22일~)는 캐나다의 배우이다.

## 출연 작품

### 영화
- 스타 트렉 (1979) - 제임스 T. 커크 역
  - 스타 트렉 2: 칸의 분노 (1982)
  - 스타 트렉 3: 스포크를 찾아서 (1983)
  - 스타 트렉 4: 귀환의 항로 (1986)
  - 스타 트렉 5: 최후의 결전 (1989)
  - 스타 트렉 6: 미지의 세계 (1991)
  - 스타 트랙 7 - 넥서스 트랙 (1994)
- 원초적 무기 (1993)
- 미스 에이전트 (2001) - 스탠리 필즈 역
  - 미스 에이전트 2 (2005)
- 피구의 제왕 (2004)
- Range 15 (2016)

### 텔레비전
- 스타 트렉 (1966-69)
  - 스타트랙: 디 애니메이션 시리즈 (1973-74)
  - 스타 트렉: 딥 스페이스 나인 (1996)
  - 스타 트렉: 엔터프라이즈 (2005)
  - 스타 트렉: 쇼트 트렉 (2019, Star Trek: Short Treks)
- 형사 콜롬보 (1976, 1994)
- Rescue 911 (1989-96) - 진행
- 솔로몬 가족은 외계인 (1999-2000)
- 더 프랙티스 (2004)
- 보스턴 리걸 (2004-08)
- 미국판 꽃보다 할배 (2016-18)